# Норвежская биографическая энциклопедия

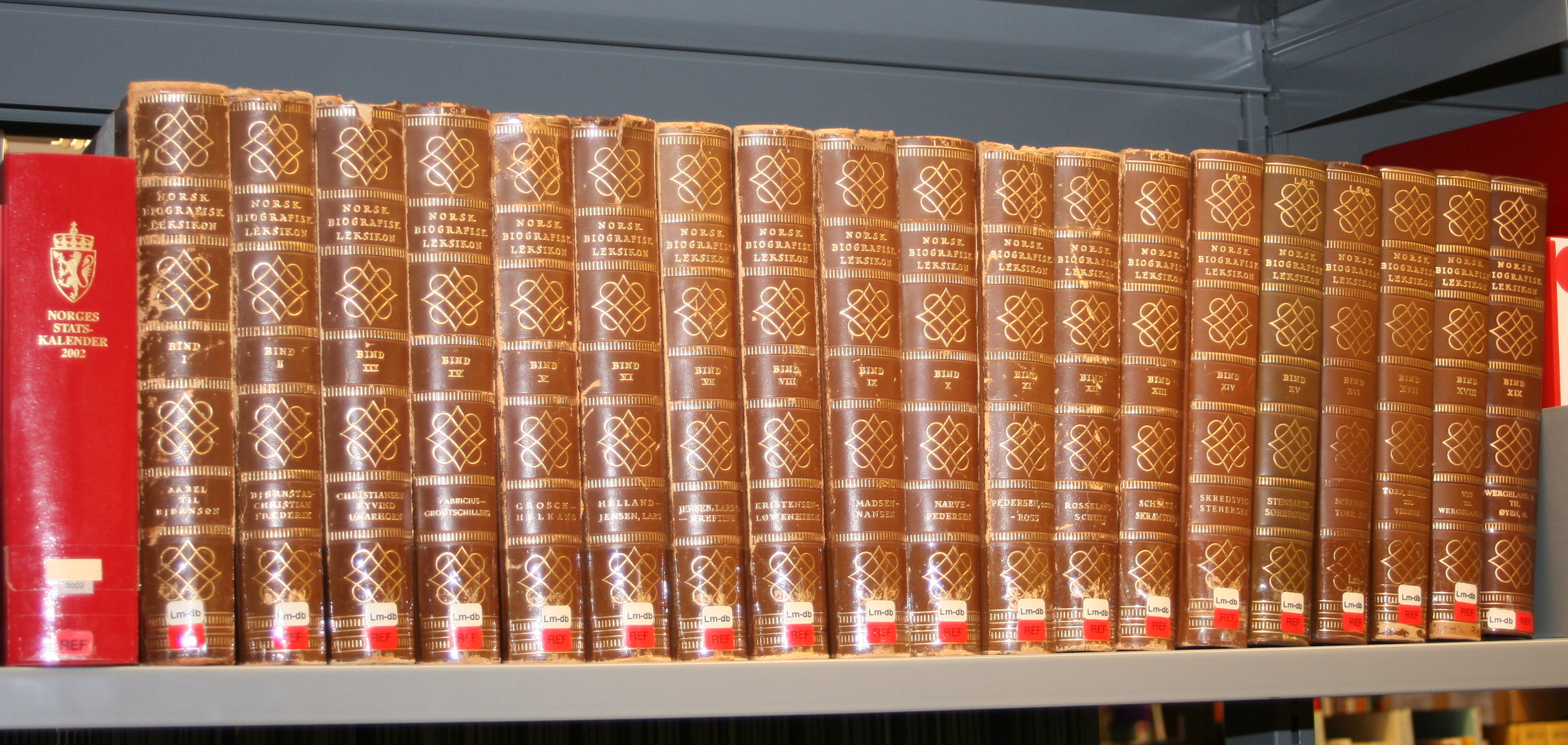
19 томов

Норвежская биографическая энциклопедия (норв. Norsk biografisk leksikon) — крупнейшая норвежская биографическая энциклопедия. Энциклопедия написана на норвежском языке (букмол).

## Первое издание
Первое издание издавалось в период с 1921 по 1983 год, включая 19 томов и 5100 статей. Оно было опубликовано издательством Aschehoug при финансовой поддержке государства. 

## Второе издание
Издательство Kunnskapsforlaget приобрело права на первое издание энциклопедии у издательства Aschehoug в 1995 году, и после предпроектной подготовки в 1996—1997 годах в 1998 году началась работа над новым изданием. Проект пользовался финансовой поддержкой фонда Фритт Орд и министерства культуры Норвегии. Второе издание вышло в 1999—2005 годах, включая 10 томов и примерно 5700 статей. В 2006 году началась работа над электронной версией второго издания при поддержке тех же самых учреждений. В 2009 году издательством «Kunnskapsforlaget» было опубликовано в свободном доступе интернет-издание вместе с общей энциклопедией Store norske leksikon. В электронной версии дополнены биографии и обновлены даты смерти в биографиях. Помимо этого подавляющая часть текста не претерпела изменений по сравнению с печатным изданием.

## Список томов
Список томов второго издания:
- Том 1: Абель — Брусгаард. Опубликован в 1999 г.
- Том 2: Брай — Эрнё. Опубликован в 2000 г.
- Том 3: Эшольт — Халвдан. Опубликован в 2001 г.
- Том 4: Хальворсен — Ибсен. Опубликован в 2001 г.
- Том 5: Ихлен — Ларссон. Опубликован в 2002 г.
- Том 6: Лассен — Ниттер. Опубликован в 2003 г.
- Том 7: Ньёс — Самуэльсен. Опубликован в 2003 г.
- Том 8: Санд — Сандквист. Опубликован в 2004 г.
- Том 9: Сундт — Викборг. Опубликован в 2005 г.
- Том 10: Уилберг — Аавик, плюс дополнительный материал. Опубликован в 2005 г.

Список томов первого издания:
- Том 1: Обель — Бьёрнсон. Опубликован в 1923 г.
- Том 2: Бьёрнстад — Кристиан Фредерик. Опубликован в 1925 г.
- Том 3: Кристиансен — Эйвинд Урархорн. Опубликован в 1926 г.
- Том 4: Фабрициус — Гродчиллинг. Опубликован в 1929 г.
- Том 5: Грош — Хельканд. Опубликован в 1931 г.
- Том 6: Хелланд — Ларс Дженсен. Опубликован в 1934 г.
- Том 7: Ларс О. Йенсен — Крефтинг. Опубликовано 1936 г.
- Том 8: Кристенсен — Лёвенхильм. Опубликован в 1938 г.
- Том 9: Мадсен — Нансен. Опубликован в 1940 г.
- Том 10: Нарве — Харальд К. Педерсен. Опубликован в 1949 г.
- Том 11: Оскар Педерсен — Росс. Опубликован в 1952 г.
- Том 12: Росселанд — Шульт. Опубликован в 1954 г.
- Том 13: Шульц — Скрамстад. Опубликован в 1958 г.
- Том 14: Скредсвиг — Стенерсен. Опубликован в 1962 г.
- Том 15: Стенсакер — Сёрбреден. Опубликован в 1966 г.
- Том 16: Соренсен — Альф Торп. Опубликован в 1969 г.
- Том 17: Эйвинд Торп — Виднес. Опубликован в 1975 г.
- Том 18: Виг — Хенрик Вергеланд. Опубликован в 1977 г.
- Том 19: Н. Вергеланд-Ойен. Опубликован в 1983 г.